# Orthaea pinnatinervia
Orthaea pinnatinervia är en ljungväxtart som beskrevs av Mansfeld. Orthaea pinnatinervia ingår i släktet Orthaea och familjen ljungväxter. Inga underarter finns listade i Catalogue of Life.